# Kaljasjärvi
Kaljasjärvi är en sjö i Finland. Den ligger i kommunerna Pyhäranta och Raumo i landskapen Egentliga Finland och Satakunta, i den sydvästra delen av landet, 200 km nordväst om huvudstaden Helsingfors. Kaljasjärvi ligger 15,2 meter över havet. Den är 5,48 meter djup. Arean är 1,53 kvadratkilometer och strandlinjen är 17,18 kilometer lång. Sjön  ingår i Bottenhavets kustområde.   I omgivningarna runt Kaljasjärvi växer i huvudsak barrskog.
I övrigt finns följande i Kaljasjärvi:
- Isonmetsänkari (en ö)
- Valpolanluoto (en ö)
- Jahaninkari (en ö)